# الحريق (فلم)
الحريق هو فيلم هندي كلاسيكي والعنوان الأصلي هو AAG الفيلم ( أبيض وأسود ) و أخرجه وأنتجه راج كابور وكان هو بطل الفيلم أيضا مع الممثلة نرجس و الممثل بريم ناث و الممثلة كاميني كوشال و شارك في الفيلم الطفل الصغير شاشي كابور و هو شقيق راج كابور وتم عرض الفيلم سنة 1948.

## قصة الفيلم
يدخل السيد كيوال (راج كابور) على زوجته ليلة الزفاف وعندما ترى زوجته وجهه المشوه تصرخ بأعلى صوتها من الفزع وهنا يخبرها السيد كيوال قصته وكيف تشوه وجهه بعد أن كان وسيما

## وصلات خارجية
- مقالات تستعمل روابط فنية بلا صلة مع ويكي بيانات